# 中山南加
中山 南加（なかやま なか、慶応元年5月10日（1865年6月3日） - 昭和25年（1950年）3月）は、幕末から昭和時代前期にかけての華族女性。結婚後は嵯峨 南加。名前は仲子とも。中山忠光の娘。母は恩地トミ。嵯峨公勝の妻。
父・忠光の同母姉・慶子は明治天皇の生母であり、南加は明治天皇の従妹にあたる。

## 生涯

### 幼少期
父・忠光が暗殺された半年後の慶応元年（1865年）5月10日（もしくは11日）、長府城下（下関市長府）の江尻半右衛門邸で生まれる。長州藩内の対立に巻き込まれ、身の危険があった母娘は住居を転々とする逃亡生活を送る。
毛利氏は支藩の長府藩が明治天皇の叔父となる忠光を殺害した事を憂慮し、遺児である南加を探し出した。山口で養育し、野村望東尼を養育係に迎える話もあったが、実現しなかった。明治維新後に毛利元徳の養女として大名行列を組み、数百両の持参金を付け、東京の中山家に送り届けたという。
明治3年（1870年）11月、6歳の時に長府から上京した南加は、初めて中山家の祖父母と対面する。王政復古を掲げてわずか20歳で死んだ息子の唯一の忘れ形見である南加を、祖父母は娘として戸籍に入れ大切に養育する事になる。

### 公家の姫
9歳から三崎町の姉小路家邸内で教える跡見花蹊の寺子屋に寄宿して学び、さらに猿楽町に作った塾（跡見女学校前身）で15歳まで勉強した。この頃、中山家では明宮（のちの大正天皇）を預かって養育しており、学校から帰った南加は、侍女たちと4人で身体の弱い明宮の病気平癒を祈り、日比谷の大明神で百度参りをする習慣を雨風の日も欠かさず4年ほど続けたという。また女子学習院第一期卒業生となる。
19歳の4月、嵯峨公勝に嫁ぎ、実勝・実英・淑子・幾久子の二男二女をもうける。嵯峨家は中山家と婚姻関係など親密な間柄であり、幕末には両家とも勤皇運動で幕府に睨まれる同志であった。この縁談は伯母である中山慶子の熱心な勧めによるものだった。

### 昭和時代
この南加が繋いだ皇室との血縁により、実勝の長女で、孫にあたる浩は満州国皇弟・愛新覚羅溥傑に嫁いだ。浩が皇太后（貞明皇后）に挨拶に向かう際、南加が宮中言葉や行儀作法を指南した。
後半生は夫の元を離れ、赤坂の長男・実勝の元で暮らした。昭和25年（1950年）3月、数え86歳で死去。
時勢に翻弄された幼少期であったが、その記憶は無く、完全に公家の姫として成長したため、嫁ぐまでお米は沸いてくるものだと思っていたという。南加を背負って追っ手から逃げるトミが、腰に沢山のゆで卵をくくりつけていたら、南加が暴れて足で蹴って潰して遊んでしまい、叱られたなど、この頃の苦労話はトミが南加に語り、南加の孫の公元に語り継がれた。